# 하이 썬
하이 썬(Zvizdan, The High Sun)은 슬로베니아에서 제작된 달리보 마타니치 감독의 2015년 드라마, 멜로/로맨스 영화이다. 티하나 라조비치 등이 주연으로 출연하였다.

## 출연

### 주연
- 티하나 라조비치
- 고란 마르코비치
- 미라 반잭
- 슬라브코 소빈
- 트피미르 주르킥